# Hush Hush; Hush Hush
"Hush Hush; Hush Hush" (em português:  Silêncio, Silêncio) é uma canção gravada pelo girl group americano The Pussycat Dolls. A faixa foi escrita por Andreas Romdhane, Josef Larossi, Ina Wroldsen, Nicole Scherzinger, Dino Fekaris, e Freddie Perren e produzida pelos dois primeiros ao lado de Ron Fair e Dave Audé. Foi lançado em 12 de maio de 2009 pela Interscope Records como o sexto e último single do relançamento de Doll Domination (2008). Originalmente uma balada, o remix apresenta uma produção mais rápida e interpola "I Will Survive" (1978), de Gloria Gaynor, com letras alusivas a um relacionamento acabado. O lançamento foi recebido com controvérsia; assim como "Jai Ho! (You Are My Destiny)", Scherzinger foi anunciada como artista de destaque causando ainda mais insatisfação dentro do grupo e o descontentamento público de Melody Thornton durante uma das passagens da turnê do grupo.
A canção foi um moderado sucesso comercial, conseguindo atingir o pico entre os dez mais na Austrália, Bélgica (Valônia), Finlândia e França. Nos Estados Unidos, ficou em 73 na Billboard Hot 100 e ficou no topo da parada da Hot Dance Club Songs. Um videoclipe de acompanhamento da música, dirigido por Ray Kay, estreou em 27 de maio de 2009. O vídeo foi recebido com críticas mistas, criticando a ênfase exagerada em Scherzinger, mas elogiado por ser "o vídeo mais revelador das Pussycat Dolls".

## Lançamento e polêmicas
Doll Domination, o segundo álbum de estúdio da Pussycat Dolls, foi lançado em setembro de 2008 e apresenta uma canção intitulada "Hush Hush", escrita por Andreas Romdhane, Josef Larossi, Ina Wroldsen, Nicole Scherzinger, Dino Fekaris, e Freddie Perren, enquanto a produção foi feita pelos dois primeiros e Ron Fair. A faixa foi gravada por Mike "Angry" Eleopoulos e Tal Herzberg com a ajuda de Greg DePante, Steve Genewick e Keith Gretlein e mixados por Dave Pensado, Jaycen Joshuae Andrew Wuepper no Quiz & Larossi Studios em Estocolmo, Suécia, The Boiler Room em Santa Monica, Califórnia, bem como no Henson Studios em Los Angeles. Fair organizou e conduziu as cordas, que foram gravadas por Frank Wolf. A instrumentação e programação foram realizados por Quiz & Larossi. Mike Nied, do Idolator, descreveu "Hush Hush" como uma "balada poderosa" que repousa sobre uma "produção esparsa", onde Scherzinger lamenta um relacionamento rompido. Spence D., da IGN, descreveu a canção como tendo um "tempo de inatividade."

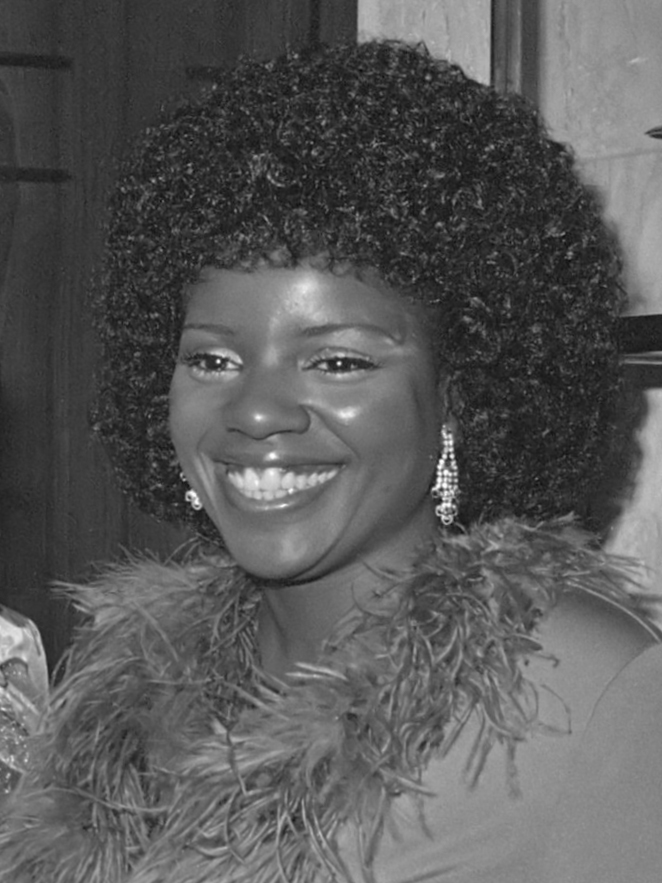
O remix da canção contém uma interpolação de "I Will Survive" de Gloria Gaynor (foto).

Em março de 2009, foi anunciado que Doll Domination seria reeditado em diferentes edições para incluir novas músicas, incluindo um remix up-time de "Hush Hush", intitulado "Hush Hush; Hush Hush". A versão remixada foi executada pela primeira vez por Scherzinger na segunda turnê do grupo, Doll Domination Tour (2009), durante a parte do show em que cada integrante se apresentou solo. Freddie Perren e Dino Fekaris receberam créditos de co-escrita para a canção, por conter interpolações de "I Will Survive" (1978) de Gloria Gaynor e inclui a citação do arranjo original de cordas de David Blumberg. "Hush Hush; Hush Hush" foi produzido por Fair,e Quiz & Larossi enquanto Scherzinger lidou com produção vocal e arranjo com Fair. O remix foi descrito como uma "disco falso" por Nick Levine do Digital Spy. No mês seguinte, a faixa estava disponível para pré-venda com uma data de lançamento agendada para 28 de abril de 2009, enquanto a arte da capa creditava Scherzinger como artista de destaque. Reportagens da mídia especularam que a saída de Scherzinger do grupo era óbvia, assim como single lançado anteriormente, "Jai Ho! (You Are My Destiny)" que também a creditou como uma artista convidada.
Isso também levou à demais integrantes a ficarem insatisfeitas; durante a abertura da The Circus Starring Britney Spears (2009) em Glendale, Arizona, Melody Thornton dirigiu-se ao público durante o intervalo dizendo: "[...] deixe-me dar um grito para minha família. Obrigado por me apoiar, mesmo se eu não for apresentada" referindo-se a sua possível ausência nos futuros singles do grupo, e encorajando o público a seguir seus sonhos e "nunca deixar ninguém pisar neles, nunca". Scherzinger mais tarde referiu-se ao fato de ter sido creditada como artista solo durante uma entrevista de rádio. "Não é grande coisa, isso não tira nada de ninguém no grupo. Esse é o meu papel. Eu escrevi 'Hush Hush' também." Após a controvérsia, A canção foi finalmente lançada para download em 12 de maio de 2009, sem colocar Scherzinger como artista de destaque.

## Recepção

### Crítica
Taila Craines do Orange revisou positivamente a versão original da música. "['Hush Hush'] é uma balada épica vendendo as Dolls como mulheres fortes que "nunca pediram ajuda" de seus homens." Steve Jones, do USA Today, recomendou fazer o download da música. O remix foi negativamente criticado. Robert Copsey, do Digital Spy, deu uma resenha de duas das cinco estrelas por não ter "a ousada vantagem de R&B que fez de  'Don't Cha' e 'When I Grow Up' serem tão eficazes". "Idolator" escreveu que "['Hush Hush; Hush Hush'] é uma faixa dance-pop não espetacular, com os suspiros musculares de Scherzinger liderando o caminho, rimando o canudo e o direito. Mas um simples hino pós-separação não poderia ajudar as Dolls a recuperar sua posição estratégica nas Guerras Pop." No entanto, Orange gostou da música comentando que a versão remixada é "muito divertida". "Hush Hush; Hush Hush" foi classificado no número oitenta e um na mais alta audiência de singles pop na AOL Radio em 2009.

### Comercial
Nos Estados Unidos, "Hush Hush; Hush Hush" estreou no número 96 na edição Billboard Hot 100 de 30 de março de 2009. Na parada Hot Dance Club Songs, "Hush Hush; Hush Hush" se saiu melhor; dando-lhes o seu sexto número consecutivo.

## Videoclipe
O videoclipe do "Hush Hush; Hush Hush" foi dirigido por Rich Lee.  Apresenta aparições do blogueiro de celebridades Perez Hilton e da ex-VIP Pussycat Doll Carmen Electra, que costumava cantar com os Dolls durante suas performances burlescas. O vídeo faz uso de colocação de produtos como Campari, Nokia 5800 XpressMusic e HP Mini 1000 Vivienne Tam Edition. O videoclipe estreou em 26 de maio de 2009.

### Sinopse

As Pussycat Dolls e seus dançarinos dançando na frente de uma bola de espelhos.

O videoclipe começa com Nicole Scherzinger descansando em uma banheira, semelhante a uma cena de Cindy Crawford no videoclipe de "Freedom! '90" (1990) de George Michael. Como a balada transita para o remix, ela passa uma porta para um corredor surreal de escadas indo em diferentes direções. Quando o segundo verso começa, Scherzinger é vista usando um vestido dourado, enquanto o resto das integrantes são vistas com roupas patinandas em uma discoteca. Na cena seguinte, no sótão, enquanto Ashley Roberts e Kimberly Wyatt estão penduradas nos lustres, Scherzinger entra na sala. Quando o segundo coro começa, Scherzinger usa um basco de prata justo.
Ela entra no porão, que se transformou em um clube noturno, as Dolls, começam a dançar no meio da pista. Na cena, Perez Hilton faz uma aparição como DJ, enquanto Carmen Electra dança ao lado dele. O vídeo então se desvanece, e se abre em uma foto do rosto de Scherzinger na frente de uma bola de espelhos usando uma peruca afro, que homenageia Diana Ross. Depois, as Pussycat Dolls estão dançando com dançarinos homens na sala com a bola de espelhos. No final, Nicole Scherzinger está terminando a música cantando "Baby, Hush Hush". Fecha-se com um grande tiro que revela o vídeo ter ocorrido em uma casa de bonecas com todos os dançarinos e Dolls na menor sala da discoteca.

### Recepção
Um repórter do Daily Mail comentou que o vídeo é "o vídeo mais revelador das Pussycat Dolls". Apesar de notar que "o resto do grupo mal é visto no vídeo com Nicole como a estrela total do show. Nick Levine do Digital Spy descreveu o vídeo como "louco". elogiou o vídeo descrevendo-o como um "clipe fumegante". "Começa da melhor maneira possível: Com a líder das Dolls Nicole Scherzinger molhada e nua." Gemma Wheatley do Daily Star disse que "o resto das Pussycat Dolls também parece mais quente do que nunca". Mirror.co.uk comentou: "É uma maravilha que Lewis, 24 anos, jogador da Fórmula 1, pudesse manter sua mente na bola enquanto jogava golfe ontem", referindo-se a Scherzinger, que está nua no vídeo. A crítica Melinda Newman criticou a ênfase excessiva da vocalista Nicole Scherzinger. "É um vídeo das PCD apenas no nome dado, mas as outras integrantes atuam apenas como dançarinos em meras aparições. Não há nem mesmo a mais remota insinuação de que há outras pessoas no grupo até mais de um minuto quando ela passa por uma porta em uma escadaria de vários níveis e as outras Dolls estão dançando enquanto a música se transforma de uma balada para dance. As outras Pussycat Dolls são completamente relegadas a dançarinos de fundo, junto com os outros funcionários contratados."

## Álbuns & Faixas
| - CD single francês 1. "Hush Hush; Hush Hush" – 4:12 2. "Hush Hush; Hush Hush" (The Bimbo Jones Radio Remix) – 4:00 3. "Hush Hush" (versão original) – 3:48 - CD promocional dos EUA 1. "Hush Hush With Mash Up" – 4:12 2. "Hush Hush" – 4:09 | - CD single britanico 1. "Hush Hush" (Up-tempo Remix) – 4:12 2. "Hush Hush" (ballad version) – 4:09 3. "Hush Hush" (Dave Audé Radio Remix) – 4:32 - Single europeu para download 1. "Hush Hush; Hush Hush" – 4:12 2. "Hush Hush; Hush Hush" (vídeo) – 4:19 |

## Créditos e equipe
Créditos adaptados do encarte do Doll Domination.
Gravação
- Gravado no Quiz & Larossi Studios (Estocolmo, Suécia), The Boiler Room (Santa Mônica, Califórnia),  e no Henson Studios in (Los Angeles, California).

Amostra
- Contém amostras de "I Will Survive" escritas por Freddie Perren e Dino Fekaris e citação do arranjo original de cordas de David Blumberg, interpretado por Gloria Gaynor.

Equipe
- The Pussycat Dolls – artista principal
- Greg DePante – engenheiro assistente (apenas Remix)
- Eric Eyland – engenheiro assistente (apenas Remix)
- Dave Audé – produção, programação (apenas Remix)
- Bruce Dukov – concertino (apenas Remix)
- Greg DePante – engenheiro assistente
- Mike "Angry" Eleopoulos – gravação
- Ron Fair – produção, produção vocal, arranjo vocal, arranjo de cordas e conduta, teclados
- Steve Genewick – engenheiro assistente (apenas Remix)
- Keith Gretlein – engenheiro assistente
- Tal Herzberg – Pro Tools, gravação
- Jaycen Joshua – mixagem (apenas Remix)
- Josef Larossi – composição, produção, gravação
- Gayle Levant – harpa (apenas Remix)
- Peter Mokran – mixagem (apenas Remix)
- Johnathan Merritt – engenheiro assistente
- Danny Ponce – gravação (apenas Remix)
- Dave Pensado – mixagem (apenas Remix)
- Andreas Romdhane – composição, produção, instrumentos, programação, gravação
- Nicole Scherzinger – composição, produção vocal, arranjo vocal
- Ryan Shanahan – engenheiro assistente (apenas Remix)
- Tommy Vicari – gravação de strings (apenas Remix)
- Eric Weaver – engenheiro assistente (apenas Remix)
- Frank Wolf – gravação de strings (apenas Remix)
- Ina Wroldsen – compositor
- Andrew Wuepper – engenheiro assistente (apenas Remix)

## Desempenho nas tabelas musicais
| Chart (2009)                                                                        | Maior posição |
| ----------------------------------------------------------------------------------- | ------------- |
| O campo songid é OBRIGATÓRIO PARA PARADA ALEMÃ                                      | 44            |
| Austrália (ARIA)                                                                    | 10            |
| Áustria (Ö3 Austria Top 75)                                                         | 35            |
| Bélgica (Ultratop 50 de Flandres)                                                   | 6             |
| Bélgica (Ultratop 50 da Valônia)                                                    | 4             |
| Canadá (Canadian Hot 100) com participação de Nicole Scherzinger                    | 41            |
| Dinamarca (Hitlisten)                                                               | 38            |
| Eslováquia (Rádio Top 100)                                                          | 4             |
| Estados Unidos (Billboard Hot 100) com participação de Nicole Scherzinger           | 73            |
| Estados Unidos (Billboard Dance Club Songs) com participação de Nicole Scherzinger  | 1             |
| Estados Unidos (Billboard Mainstream Top 40) com participação de Nicole Scherzinger | 28            |
| Finlândia (Suomen virallinen lista)                                                 | 5             |
| França (SNEP)                                                                       | 5             |
| Hungria (Rádiós Top 40)                                                             | 1             |
| Hungria (Dance Top 40)                                                              | 2             |
| Hungria (Single Top 40)                                                             | 3             |
| Irlanda (IRMA)                                                                      | 13            |
| Israel (Media Forest)                                                               | 4             |
| Luxemburgo (Billboard)                                                              | 10            |
| Polónia (Dance Top 50)                                                              | 21            |
| Portugal (Billboard Portugal Digital Song Sales)                                    | 2             |
| Reino Unido (UK Singles Chart)                                                      | 17            |
| República Checa (Rádio Top 100)                                                     | 1             |
| Suíça (Schweizer Hitparade)                                                         | 30            |
| Chart (2017)                                                                        | Maior posição |
| Polónia (Polish Airplay Top 100)                                                    | 53            |

| Chart (2009)                          | Posição |
| ------------------------------------- | ------- |
| Austrália (ARIA)                      | 74      |
| Austrália (ARIA Urban)                | 29      |
| EUA (Billboard Dance Club Songs)      | 10      |
| Hungria (Rádiós Top 40)               | 43      |
| Hungria (Dance Top 40)                | 23      |
| Reino Unido (Official Charts Company) | 112     |
| Charts (2010)                         | Posição |
| Hungria (Rádiós Top 40)               | 19      |

## Vendas e certificações
| Região                                                                                             | Certificação | Vendas  |
| -------------------------------------------------------------------------------------------------- | ------------ | ------- |
| Austrália (ARIA)                                                                                   | Ouro         | 35,000^ |
| Reino Unido (BPI)                                                                                  | Prata        | 200,000 |
| *números de vendas baseados somente na certificação ^distribuições baseadas apenas na certificação |              |         |

## Histórico de lançamento
| País  | Data               | Formato                           | Gravadora            | Ref.   |
| ----- | ------------------ | --------------------------------- | -------------------- | ------ |
| Mundo | 12 de maio de 2009 | Download digital                  | Interscope Universal | [ 65 ] |
| EUA   | 26 de maio de 2009 | Rádios de sucessos contemporâneos | Interscope Universal | [ 66 ] |